# Kiraria
Kiraria（キラリア）は、株式会社キラリアが運営する美容ポータルサイトである。

## 概要
関西（大阪・兵庫・京都・滋賀・奈良）の美容サロン情報や美容に関するコンテンツをWebサイトとモバイルサイトで情報提供している。掲載業種は美容室、ネイルサロン、エステサロン、リラクゼーションサロン、アイビューティを取り扱っている。
ジャンル・地域ごとに美容サロンを検索できる。各サロンの紹介ページでは、サロンデータをはじめスタッフ紹介、割引サービスが受けられるギフト（クーポン）などが掲載されている。サロンの内部や施術風景を撮影した動画も閲覧できる。
コンテンツとして、ヘアカタログ、ネイルカタログを掲載し、美容系のイベント情報や美容に関するコラムも発信している。
また、美容関連の求人情報サイトであるKiraria Beauty JOBも運営している。

## 沿革
- 2004年11月- 株式会社キラリア設立
- 2008年3月- モバイルサイトサービス開始
- 2008年5月- 「アメ村ジャック」プロモーションスタート
- 2008年6月- 「神戸コレクション」のコラボプロモーションスタート
- 2008年7月- 「Kiraria TV」オンエアスタート
- 2008年12月- 「University Kansai 2008 ～Beauty Kansai～」開催
- 2009年2月- 「神戸コレクション2009　SPRING/SUMMER」
- 2009年3月- PCサイトオープン
- 2009年4月- 毎日放送と業務提携
- 2009年12月- 「FESCUTE　～Kiraria Campus Queen～」開催
- 2010年10月- 「Kiraria Beauty Concierge」オンエアスタート
- 2011年5月- 美容雑誌「Kiraria vol.001」発売
- 2011年11月- 「ミスキャンパス同志社 2011」内「キラリア スペシャル ステージ」開催
- 2011年12月- 動画サイトGYAO!へ動画コンテンツ提供開始
- 2012年7月- エイベックス オーディション×Kiraria コラボオーディション「Kiraria Beauty Gate」開催

## 会員サービス
おこづかい帳
毎日のお金の入出金の管理を行うツール
キラ☆ダイエット
日々摂取した食事のカロリーを計算し、グラフで管理
キラ☆カレンダー
生理周期が分かるカレンダーツール
キラ☆クイズ
キラリアが配信するクイズ（提供終了）